# مذكرة شرم الشيخ

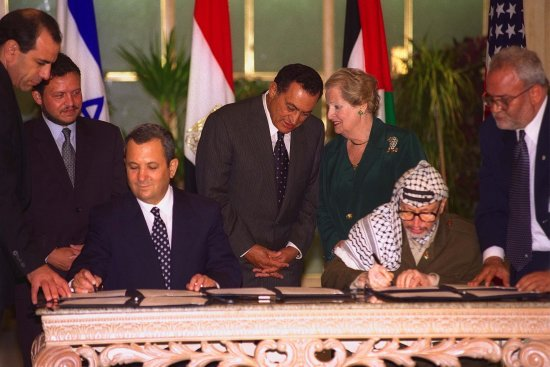

طبق نتنياهو بعض ما في اتفاق واي ريفر/1 ولم يطبق بعضه الآخر، وخسر انتخابات مايو/أيار 1999، واستلم الحكم حزب العمل بزعامة إيهود باراك واستأنف عملية السلام على الأساس نفسه الذي عقد عليه واي ريفر/1، فكانت مفاوضات شرم الشيخ (مصر) يوم 4 سبتمبر/أيلول وسميت اتفاقية واي ريفر الثانية.

## أطراف الاتفاقية
حكومة إسرائيل ومنظمة التحرير الفلسطينية وبصفة شاهد الولايات المتحدة الأميركية والمملكة الأردنية الهاشمية.

## ملخص الاتفاقية
الاتفاق هو تعديل وتوضيح لبعض النقاط في واي ريفر (1) وتنفيذ لها، خاصة فيما يخص إعادة الانتشار، وإطلاق السجناء والممر الآمن وميناء غزة والترتيبات الأمنية وسواها.
تعددت التفاهمات بعد هذا الاتفاق وتوجت بمحاولة الرئيس الأميركي بيل كلينتون التوصل إلى اتفاق الحل النهائي في كامب ديفد 11 يوليو/تموز 2000، وفشلت المفاوضات للاختلافات العميقة بين الطرفين خاصة حول مدينة القدس ومقدساتها وعودة اللاجئين وسواها من المسائل العالقة. وأصرت إسرائيل على الحصول على إقرار فلسطيني أيضا بإنهاء الصراع بينهما في الوقت الذي لن تنتهي تداعيات الحلول المطروحة على طريقة الحل الإسرائيلي.
تعثرت عملية السلام وانطلقت الانتفاضة الفلسطينية الثانية (28 سبتمبر/أيلول 2000، فتشكلت لجنة دولية برئاسة السيناتور الأميركي السابق جورج ميتشل في مارس/آذار 2001 توصلت إلى عدة مقترحات تتمحور حول إيقاف الاستيطان الإسرائيلي وإيقاف العنف من الجانبين، إلا أنها كانت دون جدوى بعد فوز أرييل شارون (الليكودي) في الانتخابات الإسرائيلية يوم 7 فبراير/شباط 2001 والذي بدأ عهده بوعد المائة يوم لسحق الانتفاضة، واستغل تفجيرات 11 سبتمبر/أيلول 2001 ليجعل من حرب أميركا على الإرهاب حربا على كل اتفاقات السلام المعقودة مع الفلسطينيين.

## وصلات خارجية
- مركز المعلومات الوطني الفلسطيني / وفا - اتفاق ومذكرة شرم الشيخ، 4/9/1999